# محمد المير غالب
محمد المير غالب هو كاتب، وروائي، وقاص سوري وُلد بمدينة السلمية في سوريا عام 1992، وتخرج من معهد إدارة المكاتب السياحية، ثم التحق بكلية الآداب في جامعة البعث بحمص، وحصل على جائزة كتارا للرواية العربية عام 2017 عن فئة الروايات غير المنشورة عن روايته «شهد المقابر»، وهو ابن الشاعر السوري مهتدي مصطفى غالب وحفيد الكاتب والفيلسوف مصطفى غالب.

## أعماله ومؤلفاته
كتب محمد المير غالب العديد من المؤلفات التي تنوعت بين القصص القصيرة، والرواية الطويلة، ومنها:
- شهد المقابر (رواية): صدرت عام 2017 عن دار كتارا للنشر بالدوحة، وتُرجمت إلى اللغتين الإنجليزية، والفرنسية، وتدور أحداثها في أجواء الحرب الأهلية السورية.[3][4]
- ليلى ولكن (مجموعة قصصية): تحت الطبع.
- كرز البن (مجموعة قصصية): تحت الطبع.

## الجوائز
حصل محمد المير غالب على عدد من الجوائز الأدبية، ومنها:
- جائزة كتارا للرواية العربية بقطر عام 2017 في فئة الروايات غير المنشورة عن روايته «شهد المقابر».[5]